# Комарово (Ростиловское муниципальное образование)
Комарово — деревня в Грязовецком районе Вологодской области.
Входит в состав Ростиловского муниципального образования, с точки зрения административно-территориального деления — в Ростиловский сельсовет.
Расстояние по автодороге до районного центра Грязовца — 21 км, до центра муниципального образования Ростилово — 14 км. Ближайшие населённые пункты — Абанино, Кебас, Осомово, Мышкино, Шабаново.
По данным переписи в 2002 году постоянного населения не было.